# Princess of Power (альбом)
«Princess of Power» (з англ. — «Принцеса Могутності» ) — шостий студійний альбом валлійської співачки та авторки пісень MARINA . Він був випущений незалежно та розповсюджений через музичну компанію BMG Rights Management 6 червня 2025 року.Маріна написала та виступила продюсером альбому разом з Американський продюсером звукозапису CJ Baran. Це її перший самостійно виданий альбом з часів обох її EP, Mermaid vs Sailor (2007) та Froot Acoustic (2015), після розірвання контракту з Atlantic Records після виходу її п'ятого студійного альбому Ancient Dreams in a Modern Land (2021).
До виходу альбому були випущені три сингли, два з яких супроводжувалися музичними відеокліпами. Головним та першим синглом було визначено « BUTTERFLY », за яким послідували « CUPID'S GIRL » та « CUNTISSIMO ». На останній сингл «I <3 YOU», як і на «CUNTISSIMO» та «BUTTERFLY» раніше, був випущений музичний кліп у день виходу альбому .

## Розробка та передумови
Після виходу альбом Ancient Dreams in a Modern Land (2021) отримав загалом позитивні відгуки від музичних критиків. Згодом Маріна оголосила та розпочала турне з однойменною назвою, яке стартувало 2 лютого 2022 року.  Під час турне вона перевидала розширену версію свого другого студійного альбому Electra Heart (2012) на честь його десятої річниці. Під час виступу в O2 Academy Brixton 22 травня 2025 року Маріна оголосила, що вона розриває 14-річний контракт з Atlantic Records. Пізніше того ж року, в листопаді, вона опублікувала в соцмережі X зображення, на якому вона підписує документ «від імені» своєї новоствореної незалежної звукозаписної компанії Queenie Records LLC.
У 2023 році не було жодних змін, поки Маріна не повідомила про стан свого здоров'я: у неї діагностували міалгічний енцефаломієліт (ME). До того, як вона дізналася про причину свого поганого самопочуття, Маріна пояснила, що протягом семи років вона відчувала різні симптоми, пов'язані з цим захворюванням, і в цей період вона покладалася на «адреналін і силу волі, щоб прожити кожен день». Вона також зазначила, що хоча лікування вимагало від неї «багато енергії та уваги», це було необхідно, щоб «повернутися до творчого життя».
Наступного року Маріна повідомила, що працювала над своєю дебютною збіркою поезій Eat the World: A Collection of Poems (2024), яка мала вийти в жовтні. Вона також розповіла в інтерв'ю Rolling Stone 2 квітня 2024 року, що шість місяців тому почала писати нову музику, але ще не дуже просунулася в цьому процесі. Після того, як вона виступила на розігріві у австралійської співачки Кайлі Міноуг на одноразовому концерті, 15 липня 2025 року вона підтвердила Attitude, що її наступний альбом має вийти у 2025 році. Того ж місяця Variety повідомило, що артистка підписала контракт з Volara Management.